# ترانه‌های زنده
«ترانه‌های زنده» (به انگلیسی: Live Songs) نام اولین آلبوم زنده از خواننده و ترانه‌سرای موسیقی فولک اهل کانادا، لئونارد کوهن است که پس از یک سکوت سه ساله در میان دو آلبوم ترانه‌های عشق و نفرت و پوسته‌ای نو برای آئین کهن عرضه‌شد. تهیه‌کننده این آلبوم باب جانستون است و در سال‌های ۱۹۷۰ و ۱۹۷۲ ضبط و در ۱ آوریل سال ۱۹۷۳ میلادی به وسیله کمپانی کلمبیا رکوردز عرضه شده‌است.